# Lijst van eeuwen
Hieronder volgt een overzicht van eeuwen volgens de christelijke jaartelling.
| voor Christus         | voor Christus        | voor Christus        | voor Christus        | voor Christus        |
| --------------------- | -------------------- | -------------------- | -------------------- | -------------------- |
| 10e millennium v.Chr. | 9e millennium v.Chr. | 8e millennium v.Chr. | 7e millennium v.Chr. | 6e millennium v.Chr. |
| 5e millennium v.Chr.  | 4e millennium v.Chr. | 3e millennium v.Chr. | 2e millennium v.Chr. | 1e millennium v.Chr. |
| 3000-2901 v.Chr.      | 2900-2801 v.Chr.     | 2800-2701 v.Chr.     | 2700-2601 v.Chr.     | 2600-2501 v.Chr.     |
| 2500-2401 v.Chr.      | 2400-2301 v.Chr.     | 2300-2201 v.Chr.     | 2200-2101 v.Chr.     | 2100-2001 v.Chr.     |
| 2000-1901 v.Chr.      | 1900-1801 v.Chr.     | 1800-1701 v.Chr.     | 1700-1601 v.Chr.     | 1600-1501 v.Chr.     |
| 1500-1401 v.Chr.      | 1400-1301 v.Chr.     | 1300-1201 v.Chr.     | 1200-1101 v.Chr.     | 1100-1001 v.Chr.     |
| 1000-901 v.Chr.       | 900-801 v.Chr.       | 800-701 v.Chr.       | 700-601 v.Chr.       | 600-501 v.Chr.       |
| 500-401 v.Chr.        | 400-301 v.Chr.       | 300-201 v.Chr.       | 200-101 v.Chr.       | 1e eeuw v.Chr.       |
| na Christus           |                      |                      |                      |                      |
|                       | 1e millennium        | 2e millennium        | 3e millennium        | 4e millennium        |
| 1e eeuw               | 2e eeuw              | 3e eeuw              | 4e eeuw              | 5e eeuw              |
| 6e eeuw               | 7e eeuw              | 8e eeuw              | 9e eeuw              | 10e eeuw             |
| 11e eeuw              | 12e eeuw             | 13e eeuw             | 14e eeuw             | 15e eeuw             |
| 16e eeuw              | 17e eeuw             | 18e eeuw             | 19e eeuw             | 20e eeuw             |
| 21e eeuw              | 22e eeuw             | 23e eeuw             | 24e eeuw             | 25e eeuw             |
| 26e eeuw              | 27e eeuw             | 28e eeuw             | 29e eeuw             | 30e eeuw             |